# Herongen
Herongen (Nederlands: Herungen; Limburgs/Kleverlands: Haeringe) is een plaats in de Duitse deelstaat Noordrijn-Westfalen, gelegen in de gemeente Straelen in de Kreis Kleef. Op korte afstand liggen de plaatsen Venlo en Straelen.
Amandus van Maastricht is de patroonheilige van het dorp. Zowel de katholieke kerk als een kapel zijn naar hem vernoemd.

## Geschiedenis
Herongen behoorde tot het Overkwartier van Gelder en dus tot de Zuidelijke Nederlanden. Tijdens de Spaanse Successieoorlog werd het gebied door Pruisen ingenomen, samen met de andere gemeenten die vanaf 1713 officieel Pruisisch Opper-Gelre vormden.
Op 1 juli 1969 werd Herungen onderdeel van de gemeente Straelen.

## Foto's

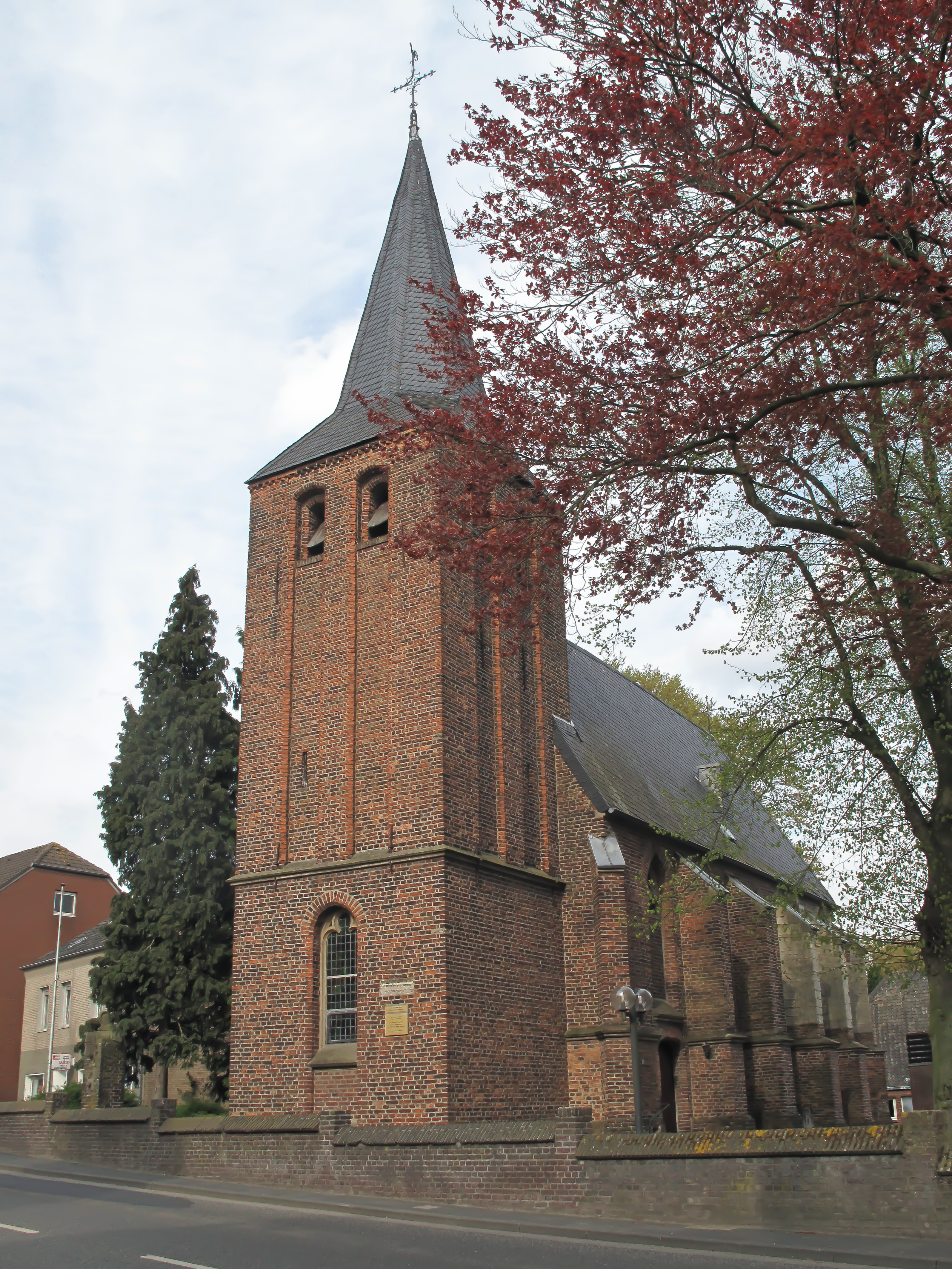
Kerk: die Sankt Amanduskirche
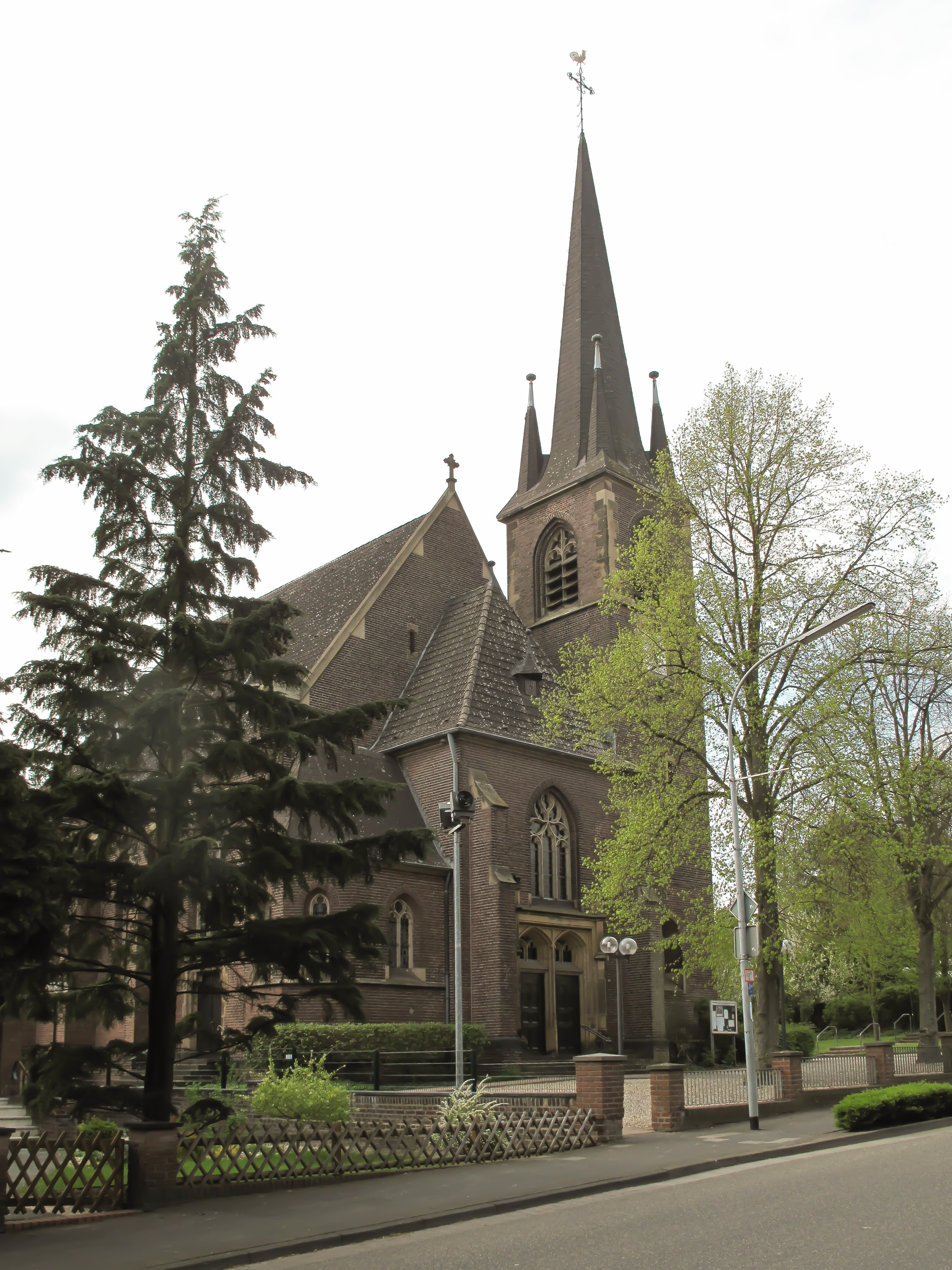
Kerk: die neue Kirche
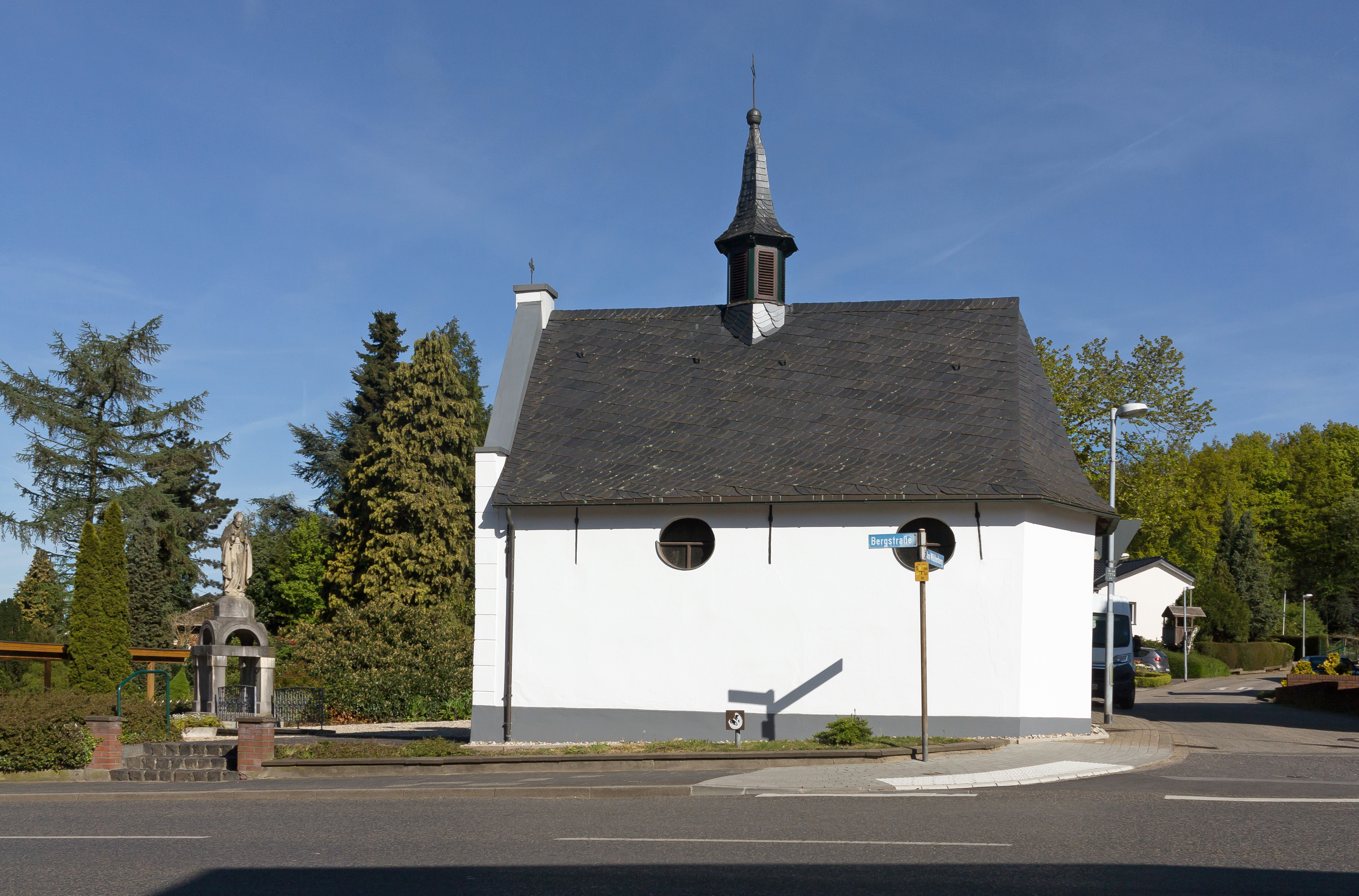
Kapel: die Amanduskapelle

## Streektaal
Linguïstisch werd het Herungs lange tijd beschouwd als een variant van het Kleverlands in de ruimste zin van het woord. Recent onderzoek wijst er evenwel op dat dit dialect meer kenmerken gemeen heeft heeft met Zuid-Nederfrankische dialecten dan met de eerdergenoemde noordelijke groep, ook al ligt het dorp net boven de Uerdinger Linie.

## Trivia
- In het (kleine) centrum van Herongen ligt een leuk heuveltje dat voor recreatieve fietsers de moeite waard is.
- In de plaats ligt een deel van de niet meer in gebruik zijnde vliegbasis Venlo-Herongen.

Auwel-Holt · Boekholt · Bormig · Broekhuysen · Brüxken · Herongen · Hetzert · Kastanienburg · Louisenburg · Niederdorf · Rieth · Sang · Straelen · Westerbroek · Zand